# 바이람 베가이
바이람 베가이(알바니아어: Bajram Begaj, 1967년 3월 20일~)는 알바니아의 제8대 대통령이다. 소속 정당은 무소속으로 어느 정당에도 속하지 않는 정치인이다.
1989년에 티라나 의과대학을 졸업하고 1998년부터 현역 의료인으로 근무했다. 전문 박사 학위 과정을 마쳤기 때문에 "부교수"라는 직함을 가졌다. 31년 동안 군인으로 복무하면서 알바니아군의 교리 및 훈련사령부 사령관으로 근무했다. 2020년 7월부터 2022년 6월까지 알바니아군 참모총장을 역임했다.
2022년 6월에는 무소속임에도 불구하고 집권 여당인 알바니아 사회당에 의해 대통령 선거 후보로 지명되었다. 2022년 6월 4일에 알바니아 의회에서 실시된 대통령 선거에서 찬성 78표, 반대 4표, 기권 1표로 당선되었고 2022년 7월 24일에 정식 취임했다.